# Споднє Прапрече
Споднє Прапрече (словен. Spodnje Prapreče) — поселення в общині Луковиця, Осреднєсловенський регіон, Словенія. 
Висота над рівнем моря: 333,5 м.